# Laura Mvula
Laura Mvula, nata Laura Douglas (Birmingham, 23 aprile 1986), è una cantautrice britannica.

## Biografia
Laura Mvula cresce nel sobborgo di Birmingham ed ha due fratelli più giovani. Viene influenzata dalla band al femminile Eternal. Nel 2008 forma il gruppo jazz-soul Judyshouse, inoltre è direttrice di un coro gospel e di un festival chiamato Black Voices and Lichfield. Si laurea in composizione al Conservatorio di Birmingham.
Dopo diversi showcases viene ingaggiata dalla RCA Records, per la quale pubblica l'EP di debutto She nel novembre 2012. 
Il primo album discografico in studio, dal titolo Sing to the Moon, viene pubblicato nel marzo 2013. L'album è prodotto con Steve Brown e mixato da Tom Elmhirst. Per descrivere il genere musicale di Sing to the Moon, Paul Lester del The Guardian ha coniato il termine "gospeldelia", associando il gospel alla psichedelia.
L'album, anticipato dal singolo Green Garden, riceve diverse nomination a prestigiosi premi: una ai BRIT Awards nella categoria "Critics' Choice", una al Mercury Prize ed una al Q Awards nella categoria "Best New Act". Inoltre l'album raggiunge la posizione numero 9 della Official Albums Chart, mentre l'autrice si aggiudica i premi come "miglior artista femminile" e "miglior artista R'n'B o soul" ai MOBO Awards.
Anticipato dal singolo Overcome, realizzato insieme a Nile Rodgers, nel giugno 2016 pubblica il suo secondo album The Dreaming Room.

## Vita privata
È sposata con il cantante Themba Mvula.

## Discografia

### Album in studio
- 2013 – Sing to the Moon
- 2016 – The Dreaming Room
- 2021 – Pink Noise

### EP
- 2013 – She